# AC Bellinzona
Associazione Calcio Bellinzona byl švýcarský fotbalový klub sídlící ve městě Bellinzona. Klub byl založen v roce 1904, zanikl v roce 2013 po vyhlášení bankrotu.

## Získané trofeje
- Švýcarská Super League ( 1x )
  - 1947/48

## Účast v evropských pohárech
| Ročník  | Soutěž     | Kolo        | Klub                     | Doma | Venku | Celkem |
| ------- | ---------- | ----------- | ------------------------ | ---- | ----- | ------ |
| 2008/09 | Pohár UEFA | 1. předkolo | FC Ararat Jerevan        | 3:1  | 1:0   | 4:5    |
|         |            | 2. předkolo | FC Dnipro Dnipropetrovsk | 2:1  | 2:3   | 4:4    |
|         |            | 1. kolo     | Galatasaray SK           | 3:4  | 1:2   | 4:6    |